# Qualificazioni all'UEFA Futsal Championship 2016
Le qualificazioni all'UEFA Futsal Championship 2016 si disputeranno nel corso del 2015.
Il turno preliminare si svolgerà dal 13 al 18 gennaio 2015; le 22 nazionali con il peggior ranking UEFA sono state divise in 6 gironi che da quest'edizione sono interamente formate da 4 squadre. Le vincenti dei gironi accedono alla fase principale di qualificazione.
La fase principale, detta "Main Round", è prevista dal 17 al 22 marzo 2015. Le 28 squadre che vi partecipano sono state divise in 7 gironi da 4. Le prime classificate di ogni girone si qualificano direttamente alla fase finale, mentre le seconde classificate e la migliore terza giocheranno gli spareggi. Da questa edizione si ampliano le squadre partecipanti alle qualificazioni, con ben 45 nazionali coinvolte, un autentico record e con l'esordio, fra gli altri, delle nazionali del piccolo stato di Gibilterra e della Scozia.
La Serbia è qualificata direttamente come paese organizzatore.

## Sorteggio
Il sorteggio della fase finale dell'Europeo si terrà a Nyon nel dicembre 2015, presso la sede dell'UEFA.

## Turno preliminare
In ogni girone le partite si sono disputate in un'unica sede, tra il 14 e il 17 gennaio 2015.

### Gruppo A
Città ospitante: Blagoevgrad, Bulgaria. Arbitri: Gerd Bylois (Belgio), Costas Nicolaou (Cipro), Saša Tomić (Croazia), Ibrahim El Jilali (Paesi Bassi).
| Pos. | Squadra    | Pt | G | V | N | P | GF | GS | DR  |
| ---- | ---------- | -- | - | - | - | - | -- | -- | --- |
| 1.   | Danimarca  | 7  | 3 | 2 | 1 | 0 | 15 | 3  | +12 |
| 2.   | Bulgaria   | 7  | 3 | 2 | 1 | 0 | 8  | 5  | +3  |
| 3.   | Grecia     | 3  | 3 | 1 | 0 | 2 | 5  | 7  | -2  |
| 4.   | Gibilterra | 0  | 3 | 0 | 0 | 3 | 2  | 15 | -13 |

|            | Bulgaria (bandiera) | Danimarca (bandiera) | Gibilterra (bandiera) | Grecia (bandiera) |
| ---------- | ------------------- | -------------------- | --------------------- | ----------------- |
| Bulgaria   |                     | 2-2                  | 3-1                   |                   |
| Danimarca  |                     |                      |                       | 4-0               |
| Gibilterra |                     | 1-9                  |                       |                   |
| Grecia     | 2-3                 |                      | 3-0                   |                   |

### Gruppo B
Città ospitante: Podgorica, Montenegro. Arbitri: Eduardo Fernandes Coelho (Portogallo), Torbjorn Eidhammer (Norvegia), Francisco Diaz (Spagna), Kalin Kinov (Bulgaria).
| Pos. | Squadra    | Pt | G | V | N | P | GF | GS | DR  |
| ---- | ---------- | -- | - | - | - | - | -- | -- | --- |
| 1.   | Finlandia  | 9  | 3 | 3 | 0 | 0 | 10 | 0  | +10 |
| 2.   | Montenegro | 6  | 3 | 2 | 0 | 1 | 6  | 3  | +3  |
| 3.   | Galles     | 3  | 3 | 1 | 0 | 2 | 3  | 6  | -3  |
| 4.   | Cipro      | 0  | 3 | 0 | 0 | 3 | 1  | 11 | -0  |

|            | Cipro (bandiera) | Finlandia (bandiera) | Galles (bandiera) | Montenegro (bandiera) |
| ---------- | ---------------- | -------------------- | ----------------- | --------------------- |
| Cipro      |                  | 0-5                  |                   |                       |
| Finlandia  |                  |                      | 3-0               | 2-0                   |
| Galles     | 2-1              |                      |                   |                       |
| Montenegro | 4-0              |                      | 2-1               |                       |

### Gruppo C
Città ospitante: Kaunas, Lituania. Arbitri: Gavin Sartain (Inghilterra), Vyacheslav Daragan (Ucraina), Gerald Bauernfeind (Austria), Septimiu Burtescu (Romania).
| Pos. | Squadra  | Pt | G | V | N | P | GF | GS | DR |
| ---- | -------- | -- | - | - | - | - | -- | -- | -- |
| 1.   | Georgia  | 7  | 3 | 2 | 1 | 0 | 15 | 6  | +9 |
| 2.   | Svizzera | 7  | 3 | 2 | 1 | 0 | 13 | 9  | +4 |
| 3.   | Lituania | 3  | 3 | 1 | 0 | 2 | 10 | 15 | -5 |
| 4.   | Estonia  | 0  | 3 | 0 | 0 | 3 | 10 | 18 | -8 |

|          | Estonia (bandiera) | Georgia (bandiera) | Lituania (bandiera) | Svizzera (bandiera) |
| -------- | ------------------ | ------------------ | ------------------- | ------------------- |
| Estonia  |                    |                    |                     | 5-7                 |
| Georgia  | 6-3                |                    | 8-2                 |                     |
| Lituania | 5-2                |                    |                     | 3-5                 |
| Svizzera |                    | 1-1                |                     |                     |

### Gruppo D
Città ospitante: Ciorescu, Moldavia. Arbitri: Franco Cachia (Malta), Vladan Radulović (Serbia), Ivan Shabanov (Russia), Arsen Nonikashvili (Georgia)
| Pos. | Squadra    | Pt | G | V | N | P | GF | GS | DR  |
| ---- | ---------- | -- | - | - | - | - | -- | -- | --- |
| 1.   | Francia    | 9  | 3 | 3 | 0 | 0 | 14 | 5  | +9  |
| 2.   | Moldavia   | 6  | 3 | 2 | 0 | 1 | 13 | 6  | +7  |
| 3.   | Albania    | 3  | 3 | 1 | 0 | 2 | 15 | 9  | +6  |
| 4.   | San Marino | 0  | 3 | 0 | 0 | 3 | 1  | 23 | -22 |

### Gruppo E
Città ospitante: Paola, Malta. Arbitri: Josip Barton (Repubblica di Macedonia), Borut Šivic (Slovenia), Gábor Kovács (Ungheria), Yusif Nurullayev (Azerbaigian).
| Pos. | Squadra     | Pt | G | V | N | P | GF | GS | DR  |
| ---- | ----------- | -- | - | - | - | - | -- | -- | --- |
| 1.   | Lettonia    | 7  | 3 | 2 | 1 | 0 | 13 | 4  | +9  |
| 2.   | Inghilterra | 7  | 3 | 2 | 1 | 0 | 8  | 4  | +4  |
| 3.   | Andorra     | 3  | 3 | 1 | 0 | 2 | 8  | 6  | +2  |
| 4.   | Malta       | 0  | 3 | 0 | 0 | 3 | 0  | 15 | -15 |

### Gruppo F
Città ospitante: Skövde, Svezia. Arbitri: Dragan Skakić (Bosnia ed Erzegovina) , Cédric Pelissier (Francia), Fabio Gelonese (Italia) e Timo Onatsu (Finlandia).
| Pos. | Squadra | Pt | G | V | N | P | GF | GS | DR  |
| ---- | ------- | -- | - | - | - | - | -- | -- | --- |
| 1.   | Armenia | 7  | 3 | 2 | 1 | 0 | 12 | 6  | +6  |
| 2.   | Svezia  | 6  | 3 | 2 | 0 | 1 | 20 | 4  | +16 |
| 3.   | Israele | 4  | 3 | 1 | 1 | 1 | 8  | 7  | +1  |
| 4.   | Scozia  | 0  | 3 | 0 | 0 | 3 | 2  | 25 | -23 |

## Fase di qualificazione

### Gruppo 1
Paese organizzatore: Bosnia-Erzegovina Città ospitante: Sarajevo
| Pos. | Squadra              | Pt | G | V | N | P | GF | GS | DR |
| ---- | -------------------- | -- | - | - | - | - | -- | -- | -- |
| 1.   | Russia               | 9  | 3 | 3 | 0 | 0 | 10 | 1  | +9 |
| 2.   | Bosnia ed Erzegovina | 6  | 3 | 2 | 0 | 1 | 10 | 6  | +4 |
| 3.   | Paesi Bassi          | 1  | 3 | 0 | 1 | 2 | 4  | 8  | -4 |
| 4.   | Lettonia             | 1  | 3 | 0 | 1 | 2 | 6  | 10 | -9 |

### Gruppo 2
Paese organizzatore: Macedonia. Città ospitante: Skopje
| Pos. | Squadra   | Pt | G | V | N | P | GF | GS | DR  |
| ---- | --------- | -- | - | - | - | - | -- | -- | --- |
| 1.   | Spagna    | 9  | 3 | 3 | 0 | 0 | 21 | 2  | +19 |
| 2.   | Ungheria  | 4  | 3 | 1 | 1 | 1 | 11 | 10 | +1  |
| 3.   | Macedonia | 4  | 3 | 1 | 1 | 1 | 11 | 16 | -5  |
| 4.   | Svizzera  | 0  | 3 | 0 | 0 | 3 | 9  | 24 | -15 |

### Gruppo 3
Paese organizzatore: Polonia. Città ospitante: Krosno
| Pos. | Squadra     | Pt | G | V | N | P | GF | GS | DR |
| ---- | ----------- | -- | - | - | - | - | -- | -- | -- |
| 1.   | Italia      | 9  | 3 | 3 | 0 | 0 | 12 | 4  | 8  |
| 2.   | Bielorussia | 4  | 3 | 1 | 1 | 1 | 3  | 2  | 1  |
| 3.   | Finlandia   | 3  | 3 | 1 | 0 | 2 | 3  | 8  | -5 |
| 4.   | Polonia     | 1  | 3 | 0 | 1 | 2 | 5  | 9  | -4 |

### Gruppo 4
Paese organizzatore: Azerbaigian. Città ospitante: Baku
| Pos. | Squadra     | Pt | G | V | N | P | GF | GS | DR  |
| ---- | ----------- | -- | - | - | - | - | -- | -- | --- |
| 1.   | Ucraina     | 9  | 3 | 3 | 0 | 0 | 17 | 6  | 11  |
| 2.   | Azerbaigian | 6  | 3 | 2 | 0 | 1 | 16 | 6  | 10  |
| 3.   | Belgio      | 3  | 3 | 1 | 0 | 2 | 8  | 15 | -7  |
| 4.   | Danimarca   | 0  | 3 | 0 | 0 | 3 | 7  | 21 | -14 |

### Gruppo 5
Paese organizzatore: Slovenia. Città ospitante: Lasko
| Pos. | Squadra   | Pt | G | V | N | P | GF | GS | DR  |
| ---- | --------- | -- | - | - | - | - | -- | -- | --- |
| 1.   | Slovenia  | 9  | 3 | 3 | 0 | 0 | 18 | 3  | 15  |
| 2.   | Rep. Ceca | 6  | 3 | 2 | 0 | 1 | 10 | 6  | 4   |
| 3.   | Francia   | 3  | 3 | 1 | 0 | 2 | 8  | 17 | -9  |
| 4.   | Norvegia  | 0  | 3 | 0 | 0 | 3 | 1  | 11 | -10 |

### Gruppo 6
Paese organizzatore: Slovacchia.
| Pos. | Squadra    | Pt | G | V | N | P | GF | GS | DR  |
| ---- | ---------- | -- | - | - | - | - | -- | -- | --- |
| 1.   | Croazia    | 9  | 3 | 3 | 0 | 0 | 21 | 2  | 19  |
| 2.   | Slovacchia | 6  | 3 | 2 | 0 | 1 | 14 | 5  | 9   |
| 3.   | Turchia    | 3  | 3 | 1 | 0 | 2 | 8  | 19 | -11 |
| 4.   | Armenia    | 0  | 3 | 0 | 0 | 3 | 5  | 22 | -17 |

### Gruppo 7
Paese organizzatore: Romania. Città ospitante: Călărași
| Pos. | Squadra    | Pt | G | V | N | P | GF | GS | DR  |
| ---- | ---------- | -- | - | - | - | - | -- | -- | --- |
| 1.   | Portogallo | 6  | 3 | 2 | 0 | 1 | 12 | 4  | 8   |
| 2.   | Romania    | 6  | 3 | 2 | 0 | 1 | 11 | 9  | 2   |
| 3.   | Kazakistan | 6  | 3 | 2 | 0 | 1 | 11 | 7  | 4   |
| 4.   | Georgia    | 0  | 3 | 0 | 0 | 3 | 1  | 15 | -14 |

### Confronto tra le terze classificate
Al termine della Preliminary Round, in base ai risultati finali che saranno determinati, verrà definita e individuata la nazionale che ha ottenuto il miglior punteggio a conclusione dei gironi di qualificazione e che accederà allo spareggio play-off di settembre.
| Gr. | Squadra    | Pt | G | V | N | P | GF | GS | DR |
| --- | ---------- | -- | - | - | - | - | -- | -- | -- |
| 2   | Slovacchia | 4  | 3 | 1 | 1 | 1 | 9  | 9  | 0  |
| 3   | Kazakistan | 4  | 3 | 1 | 1 | 1 | 4  | 6  | -2 |
| 7   | Turchia    | 3  | 3 | 1 | 0 | 2 | 9  | 12 | -3 |
| 6   | Georgia    | 3  | 3 | 1 | 0 | 2 | 9  | 15 | -6 |
| 4   | Macedonia  | 3  | 3 | 1 | 0 | 2 | 7  | 10 | -3 |
| 1   | Finlandia  | 3  | 3 | 1 | 0 | 2 | 6  | 11 | -5 |
| 5   | Grecia     | 3  | 3 | 1 | 0 | 2 | 5  | 14 | -9 |

## Spareggi
Le gare d'andata si giocano il 14 e 15 settembre 2015, il ritorno è fissato per il 22 settembre. Gli abbinamenti sono stati sorteggiati il 10 giugno 2015.
| Squadra 1            | Totale | Squadra 2   | Andata | Ritorno   |
| -------------------- | ------ | ----------- | ------ | --------- |
| Romania              | 5–6    | Ungheria    | 2–2    | 3–4 (dts) |
| Bosnia ed Erzegovina | 0–9    | Kazakistan  | 0–5    | 0–4       |
| Rep. Ceca            | 3–2    | Bielorussia | 2–1    | 1–1       |
| Azerbaigian          | 4–2    | Slovacchia  | 3–1    | 1–1       |